# Liceo scientifico Antonio Roiti
Il liceo scientifico Antonio Roiti è un istituto scolastico superiore di Ferrara.

## Storia
Nasce nel 1923 come istituto a carattere quadriennale, secondo le indicazioni contenute nella Riforma Gentile e inizialmente la sua sede è in via Borgoleoni, presso l’istituto Vincenzo Monti, dove in seguito è stato spostato il tribunale di Ferrara.
Nell'atto ufficiale del 28 gennaio 1924, firmato da Vittorio Emanuele III, il Regio Liceo Scientifico, già istituito a Ferrara dall'anno precedente, è intitolato al patriota e garibaldino, già noto studioso e membro dell'Accademia dei Lincei, Antonio Roiti.
Nel 1938, con l'emanazione delle leggi razziali, il preside dell'istituto, Yoseph Colombo, venne costretto alle dimissioni.
Il 15 luglio 1963 furono avviati i lavori di costruzione dell'attuale sede di via Giacomo Leopardi, ultimati il 7 ottobre del 1965. L'edificio presenta due entrate principali, una con accesso su via Giacomo Leopardi e l'altra che si affaccia su corso Ercole I d'Este.